# Foyers
Foyers is een dorp  in de Schotse lieutenancy Inverness in het raadsgebied Highland op de oostelijke oevers van Loch Ness, ongeveer 16 kilometer ten noordoosten van Fort Augustus en ongeveer 3 kilometer van Inverfarigaig.

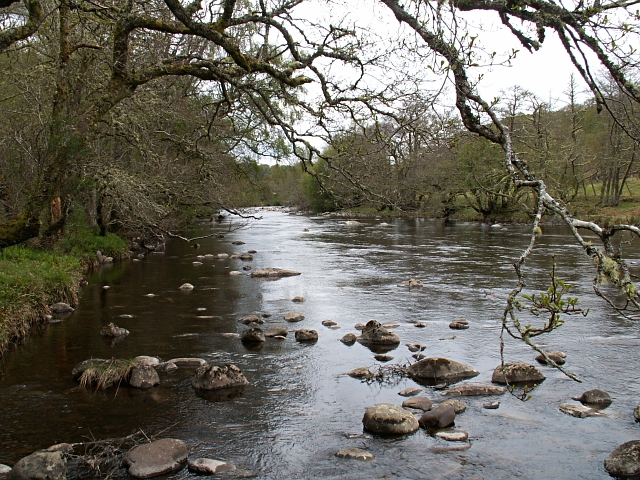
Rivier Foyers